# Bokin (Bokin)
Pour les articles homonymes, voir Bokin.
Cet article concerne le village chef-lieu. Pour le département et la commune rurale, voir Bokin (département).
Bokin est un village du département et la commune rurale de Bokin, situé dans la province du Passoré et la région du Nord au Burkina Faso.

## Géographie

### Situation et environnement
Bokin est situé à environ 45 km à l'est de Yako.

### Démographie
- En 2006, le village comptait 8 357 habitants recensés[1].

## Transports
Le village est traversé par la route régionale 20 reliant Yako à Kaya.

## Santé et éducation
Bokin accueille le centre médical départemental (CM) tandis que le centre médical avec antenne chirurgicale (CMA) de la province se trouve à Yako. En 2019, une équipe médicale chinoise fait une tournée de consultations gratuites dans le village, comme dans plusieurs communes du Burkina Faso.
Bokin possède un collège d'enseignement général (CEG).

## Culture et patrimoine

### Religion
La commune dont le village est le chef-lieu, est le siège d'une paroisse homonyme, s'étendant au-delà de ses limites départementales, pour une population totale d'environ 80 000 personnes. La paroisse mène des actions sociales auprès des enfants, des jeunes filles et des femmes. Bokin accueille également une mosquée.